# République centrafricaine aux Jeux olympiques d'été de 2004
La République centrafricaine a participé aux Jeux olympiques d'été de 2004 qui se sont tenus à Athènes, en Grèce, du 13 au 29 août 2004. C'était sa septième participation aux jeux Olympiques d'été. Elle a également participé (première participation) aux jeux paralympiques qui se sont déroulés du 17 au 28 septembre 2004.

## Athlétisme
En athlétisme, la République centrafricaine présentait deux athlètes :
- Maria Joelle Conjungo (100 mètres haies) : 14 s 24 au premier tour de qualifications, non qualifiée.
- Ernest Ndjissipou (marathon) : 2 h 21 min 23 s (44e place).

## Judo
En judo, une athlète représentait la République centrafricaine :
- Bertille Ali (moins de 48 kg) : battue en 1/32 de finale.

## Taekwondo
En taekwondo, la République centrafricaine était représentée par un athlète :
Bertrand Gbongou Liango (moins de 68 kg) : battu en 1/16e de finale face à Tuncay Caliskan (Autriche)